# Consiglio per il Discernimento
Il Consiglio per il Discernimento dell'Interesse del Sistema (in persiano مجمع تشخیص مصلحت نظام‎, Majmaʿ-e Tashkhiṣ-e Maṣlaḥat-e Neẓām), è un'assemblea amministrativa nominata dalla Guida Suprema dell'Iran e fu creata per la revisione della Costituzione dell'Iran il 6 febbraio 1988. Originariamente esso fu istituito per dirimere le dispute tra il Majles e il Consiglio dei Guardiani della Costituzione, ma "i suoi reali poteri sono in misura accentuata collegati al suo ruolo consultivo svolto per la Guida Suprema".

## Composizioni storiche

### Membri (2012-2017)
Il 14 marzo 2012 un nuovo consiglio è stato nominato per un mandato quinquennale; esso è così composto:
1. Hashemi Rafsanjani, Akbar, Ayatollah (Presidente) *
2. Mohsen Rezai, Ph.D.* (segretario generale)
3. Rouhani, Hassan, Hojatoleslam, Ph.D. *
4. Larijani, Ali, Ph.D. *
5. Jannati, Ahmad, Ayatollah *
6. Vaez Tabasi, Abbas, Ayatollah *
7. Amini Najafabadi, Ebrahim, Ayatollah *
8. Haddad-Adel, Gholam Ali, Ph.D. *
9. Movahedi-Kermani, Ali, Ayatollah *
10. Velayati, Ali Akbar, M.D. *
11. Dorri Najafabadi, Ghorbanali, Ayatollah *
12. Sane'i, Hassan, Hojatoleslam *
13. Asgar Owladi, Habibollah *
14. Bahonar, Mohammad Reza
15. Tavassoli Mahallati, Mohammad Reza, Ayatollah *
16. Mirsalim, Mostafa *
17. Nabavi, Morteza *
18. Ali Akbar Nategh-Nouri, Hojatoleslam *
19. Firouzabadi, Hassan, Major General *
20. Aghazadeh, Gholam Reza *
21. Ahmadinejad, Mahmoud, Ph.D.
22. Jalili, Said, Ph.D.
23. Agha-Mohammadi, Ali
24. Forouzandeh, Mohammad
25. Danesh-Jafari, Davoud
26. Vahidi, Ahmad
27. Hashemi Shahroudi, Mahmoud
28. Mohseni Eje'ei, Gholamhossein
29. Mohammadi Araghim, Mahmoud
30. Mesbahi Moghaddam, Gholamreza
31. Ansari, Majid
32. Iravani, Mohammad Javad
33. Davoudi, Parviz
34. Saffar Harandi, Mohammad Hossein
35. Aref, Mohammad Reza
36. Mohammadi, Hossein
37. Mozaffar, Hossein
38. Mirsalim, Mostafa
39. Vaeez Zadeh, Sadeq

### Membri (2007-2012)
Il 27 febbraio 2007, è stato nominato un nuovo Consiglio per un mandato quinquennale:
1. Hashemi Rafsanjani, Ali Akbar, Ayatollah (Presidente) *
2. Jannati, Ahmad, Ayatollah *
3. Vaez Tabasi, Abbas, Ayatollah *
4. Amini Najafabadi, Ebrahim, Ayatollah *
5. Haddad-Adel, Gholam Ali, Ph.D. *
6. Emami Kashani, Mohammad, Ayatollah *
7. Movahedi-Kermani, Ali, Ayatollah *
8. Habibi, Hassan Ebrahim, Ph.D. *
9. Musavi, Mir Hosein *
10. Velayati, Ali Akbar, Medico *
11. Dorri Najafabadi, Ghorbanali, Ayatollah *
12. Mohammadi Reyshahri, Mohammad, Hojatoleslam *
13. Sane'i, Hassan, Hojatoleslam *
14. Fereidun Rowhani, Hassan, Hojatoleslam *
15. Asgar Owladi, Habibollah *
16. Larijani, Ali, Ph.D. *
17. Bahonar, Mohammad Reza
18. Tavassoli Mahallati, Mohammad Reza, Ayatollah *
19. Mirsalim, Mostafa *
20. Nabavi, Morteza *
21. Ali Akbar Nategh-Nouri, Hojatoleslam *
22. Firouzabadi, Hassan, Maggior Generale *
23. Aghazadeh, Gholam Reza *
24. Namdar Zanganeh, Bijan *
25. Mohsen Rezai, Ph.D.*
26. Ali Agha-Mohammadi
27. Mohammad Forouzandeh
28. Davoud Danesh-Jafari

### Membri (2002-2007)
La seguente è una Lista di suoi membri negli anni 2002-2007
1. Hashemi Rafsanjani, Ali Akbar, Ayatollah (Presidente) *
2. Amini Najafabadi, Ibrahim, Ayatollah *
3. Vaez Tabasi, Abbas, Hojjatoleslam *
4. Emami Kashani, Mohammad, Ayatollah *
5. Musavi, Mir Hosein *
6. Velayati, Ali Akbar *
7. Mohammadi Reyshahri, Mohammad, Hojjatoleslam *
8. Sane'i, Hassan, Hojjatoleslam *
9. Fereidun Rowhani, Hassan, Hojjatoleslam *
10. Asgar Owladi, Habibollah *
11. Dorri Najafabadi, Qorbanali, Hojjatoleslam *
12. Larijani, Ali *
13. Mirsalim, Mostafa *
14. Tavassoli Mahallati, Mohammadreza, Ayatollah *
15. Nabavi, Morteza *
16. Firouzabadi, Hassan, Maggior Generale *
17. Aqazadeh, Gholamreza *
18. Namdar Zanganeh, Bijan *
19. Rafsanjani, Mohammad Hashemi *
20. Habibi, Hassan Ibrahim *
21. Mohsen Reza'i *
22. Ahmad Jannati
23. Ali Movahedi-Kermani
24. Ali Akbar Nategh-Nouri
25. Mohammad Reza Aref
26. Gholam Ali Haddad-Adel
27. Majid Ansari
28. Mohammad Reza Bahonar
29. Hossein Mozaffar
30. Mohammad Javad Irvani

(*) - Confermati
Membri ex-officio:
1. Presidente
2. Presidente del Majles
3. Capo della magistratura
4. Il ministro competente della materia oggetto di discussione
5. Il rappresentante della Commissione del Majles in cui si è trattato l'oggetto della discussione

- Se chiamato a mediare tra il Majles e il Consiglio dei Guardiani della Costituzione, il Consiglio per il Discernimento include anche i sei religiosi del Consiglio dei Guardiani.

### Membri (1997-2002)
La seguente è una Lista di suoi membri negli anni 1997-2002.
1. Tabasi, Abbas, Hojjatoleslam
2. Emami Kashani, Mohammad, Ayatollah
3. Musavi, Mir Hosein
4. Velayati, Ali Akbar
5. Mohammadi Reyshahri, Mohammad, Hojjatoleslam
6. Sane'i, Hassan, Hojjatoleslam
7. Fereidun Rowhani, Hassan, Hojjatoleslam
8. Musavi Khoeiniha, Mohammad, Hojjaoleslam
9. Asgar Owladi, Habibollah
10. Dorri Najafabadi, Qorbanali, Hojjatoleslam
11. Larijani, Ali
12. Mirsalim, Mostafa
13. Tavassoli Mahallati, Mohammadreza, Ayatollah
14. Nuri, Abdullah, Hojjatoleslam
15. Nabavi, Morteza
16. Firuzabadi, Hassan, Lt. General
17. Aqazadeh, Gholamreza
18. Namdar Zanganeh, Bijan
19. Rafsanjani, Mohammad Hashemi
20. Nurbakhsh, Mohsen
21. Habibi, Hassan Ibrahim
22. Mohsen Rezaee

Membri ex-officio:
1. Presidente: Khatami, Mohammad, Hojjatoleslam
2. Presidente del Majles: Ali Akbar Nateq-Nouri, Hojjatoleslam seguito da Karrubi, Mehdi, Hojjatoleslam
3. Capo della magistratura: Yazdi, Mohammad, Ayatollah seguito da Hashemi Shahrudi, Mahmud, Ayatollah
4. Il ministro competente della materia oggetto di discussione

- Membri religiosi del Consiglio dei Guardiani (nel caso previsto):

1. Jannati, Ahmad, Ayatollah
2. Ostadi, Reza, Ayatollah
3. Rezvani, Gholamreza, Ayatollah
4. Mo'men, Mohammad, Ayatollah
5. Yazdi, Mohammad, Ayatollah
6. Taheri Khoram-Abadi, Hasan, Ayatollah